# Enrique Larreta
Enrique Rodríguez Larreta (n. 4 martie 1875 - d. 6 iulie 1961) a fost un scriitor, diplomat și colecționar de artă argentinian.
A scris romane cu tematică istorică, inspirate din trecutul țării, din prezentul Spaniei sau de ambianță.
Este caracteristic descriptivismul pictural rafinat, în formula impresionismului estetic.

## Scrieri
- 1908: Gloria lui don Ramiro ("La gloria de don Ramiro")
- 1926: Zogoibi
- 1935: Santa María del Buen Aire
- 1943: Calea vieții și a morții ("La calle de la vida y de la muerte")
- 1949: Țărmurile Ebrului ("Orillas del Ebro")
- 1953: Gerardo sau Turnul doamnelor ("Gerardo o La torre de las damas")
- 1956: Gerardo ("El Gerardo").

1. ↑  Autoritatea BnF, accesat în 10 octombrie 2015
2. ↑  CONOR.SI[*] Verificați valoarea |titlelink= (ajutor)